# Sway (canción de The Pussycat Dolls)
«Sway» — es la versión en inglés de la canción «¿Quién será?», interpretada originalmente por el compositor mexicano Luis Demetrio y Pablo Beltrán Ruiz en 1953. 
Cincuenta y un años después, el grupo femenino americano de The Pussycat Dolls versionó la canción para la banda sonora de la película Shall We Dance?. 
El sencillo después fue incluido en el álbum debut del grupo PCD (2005) como un tema extra.

## Recepción crítica
Tras dar una revisión a la banda sonora de "Shall We Dance?", Heather Phares mencionó que: "Sway como uno de los más destacables del álbum". Ashley Spencer de  Orlando Sentinel  describe la interpretación como tener un "ritmo hipnotizante".
Al revisar el DVD de Shall We Dance?, Renata Alegría de Dvdizzy.com señaló la canción como "una melodía pegadiza". Rachel Sexton de moviefreak.com llama la canción "grande" y señaló como "un clásico actualizado"

## Rendimiento comercial
En el 2012, la canción entró a la lista de Gaon International Chart en Corea del Sur, en la posición número 111, debido a las numerosas descargas digitales. 

## Listas
| Lista (2012)       | Mejor posición |
| ------------------ | -------------- |
| Gaon International | 111            |

## Lista de canciones

### Descarga digital
- 1. "Sway" (versión alternativa) — 3:12

## Créditos y personal

### Personal
- Escritores - Luis Demetrio, Norman Gimbel
- Arreglado por Jerry Hey
- Productor y marimba - Ron Fair
- Coproductor - Tal Herzberg
- Técnico (bajo, cuerdas) - Michael C. Ross
- Mezclado por Bassy Bob Brockmann
- Bajo - Rickey Minor
- Guitarra - George Doering
- Arpa - Gayle Levant
- Percusión - Luis Conte Piano - John Beasley
- Trompeta - Gary Grant, Jerry Hey, Wayne Bergeron
- Viola - Darrin McCann, Marlow isher, Sam Formicola, Vicki Miskolczy
- Violín - Charlie Bisharat, Endre Granat, Jackie Brand, Josefina Vergara, Julie Gigante, Katia Popov, Natalie Leggett, Phillip Levy, Ralph Morrison, René Mandel, Roberto Cani, Robin Olson, Sara Parkins, Sarah Thornblade, Songa Lee *, Tammy Hatwan *
- Instrumentos de Viento - Brandon Fields, Dan Higgins, Joel Peskin, Kim Hutchcroft